# Nellymyces megaceros
Nellymyces megaceros – gatunek wodnego lęgniowca z rodziny Rhipidiaceae. Należy do monotypowego rodzaju Nellymyces.

## Biologia
Plechy wegetatywne jednokomórkowe (cenocytyczne), podłużne, dwubiegunowe, miejscami rurowate, zróżnicowane, zwłaszcza pod względem rozgałęzienia. Ma długość 750–1600 μm, ale w razie istnienia rozgałęzień dochodzi do 2500 μm, a grubość 60–110 μm. Z plechy wyrastają rurowate chwytniki o zaokrąglonych końcach. Prawie nigdy nie wytwarza typowych, podzielonych strzępek. Zoosporangia i lęgnie z reguły wyrastają na szczycie plechy.  Są podobne do siebie. Zwykle na grubościennych trzoneczkach z celulinowym czopem, choć mogą wyrastać prosto z komórki bazalnej. Lęgnie rzadko mogą nie być oddzielone od komórki bazalnej. Plemni brak, więc lęgnie funkcjonują jako partenosporangia. Zoosporangia są dymorficzne: gładkie lub kolczaste. Osobnik wytwarza zwykle tylko jeden ich rodzaj. Gładkie są jajowate, wydłużone (50–135 μm długości i 30–54 μm szerokości). Cienkościenne, z brodawką do uwalniania zarodników na szczycie. Ich trzoneczki mają 20–33 μm długości i 6–9 μm szerokości. Gładkie zoosporangia często rosną razem z lęgniami, a kolczaste rzadko rosną razem z lęgniami i gładkimi zoosporangiami, a występują głównie na nierozgałęzionych osobnikach. Kolczaste zoosporangia również jajowate (110–175 μm długości i 65–90 μm szerokości), spłaszczone na szczycie. Grubościenne (grubość ściany 2,5–4,3 μm). Kolce w dwóch okółkach. Górny okółek składa się z 3, rzadziej do 5, prostych kolców, otaczając szczytowy por. Kolce dolnego okółka zwykle dłuższe i grubsze, lekko zagięte, po 5–9 w okółku. Trzoneczki tych zoosporangiów mają 15–25 μm długości i do 25 μm szerokości. Lęgnie często o kształcie gruszkowatym lub jajowatym, choć mogą mają przybierać kształt od prawie kulistego po prawie walcowaty. O długości 45,5–62,5 μm i szerokości 31–53 μm. Gładkie lub z jednym do czterech prostych kolców o długości rzadko przekraczającej 45 μm. W miarę dojrzewania ich wnętrze różnicuje się na ciemniejszą, granularną ooplazmę i jaśniejszą, silnie zwakuolizowaną peryplazmę. Trzoneczki lęgni mają do 35 μm długości i do 13,5 μm szerokości.  Zoospory rozwijają się w zoosporangium. Są prawie kuliste o średnicy ok. 10 μm i mają dwie wici skierowane przeciwlegle. Po opuszczeniu zarodni przyjmują formę cysty, nieco zmniejszając rozmiar. Zawierają kroplę tłuszczu. Kiełkują w podłużną strzępkę uwalniającą wtórną zoosporę. Część pierwotnych zoospor kiełkuje już w zoosporangium, wyrastając z niej przez brodawkę. Oospora rozwija się bez zapłodnienia jako partenospora. Jest aplerotyczna, tj. nie wypełnia całej lęgni i pojedyncza. Jest kulista o średnicy 24–43,5 μm.  Jest złotobrązowa. Nie ma otoczki, a jej powierzchnię pokrywają liczne walcowate brodawki o długości do 3,1 μm.

## Ekologia
Jest gatunkiem saprotroficznym, wodnym, bentosowym. Odkryto go na zanurzonych w wodzie szczątkach olchy w olsie w Puszczy Kampinoskiej obok stacji Instytutu Ekologii PAN w Dziekanowie Leśnym, co zostało uznane za miejsce typowe gatunku.  Następnie znajdowano go na drewnie innych gatunków w rzekach, stawach i jeziorach w północno-wschodniej Polsce. W miejscu odkrycia plechy występowały wiosną.
Na jego zoosporangiach pasożytuje inny lęgniowiec – Rozellopsis uliginosa. Porażone przez niego zarodnie nie wykształcają brodawek, a jedynie wąskie pory, co uniemożliwia uwolnienie zoospor.

## Systematyka i nazewnictwo
Gatunek został odkryty przez Andrzeja Batkę. Zgodnie z ówcześnie przeważającymi poglądami taksonomicznymi uznawano go za grzyb wodny. Nowo wyróżnionemu rodzajowi autor nadał nazwę Nellymyces, honorując tym mykolożkę Nelly Jarową (jego żonę). Nazwa gatunkowa megaceros pochodzi od greckich słów μεγάς 'duży' i κέρας 'róg'. Pierwsze opisane osobniki były porażone przez Rozellopsis uliginosa. W związku z tym trzeba było zmodyfikować opis diagnostyczny dotyczący budowy zarodni.
Od czasu odkrycia zaliczany jest do rodziny Rhipidiaceae. W momencie opisania należała ona do rzędu Leptomitales w obrębie grzybów. W późniejszych podejściach przynależność do rzędu zmieniano, wyróżniając rząd Rhipidiales. Również pozycja samych lęgniowców uległa zmianie i zaliczono je do chromistów.